# Regina Caeli
Regina Caeli är den bön som beds morgon, middag och kväll i hela den katolska världen under påsktiden, det vill säga påskdagen fram till pingst. Den ersätter under denna tid Angelusbönen, som bes utanför påsktiden. Det är även den Maria-antifon som används under påsktiden.
Bönen lyder:

| Regina Caeli (Tempore Paschali) | Himmelens Drottning (under påsktiden) |
| --- | --- |
| Regina caeli, laetare, alleluia, quia quem meruisti portare, alleluia, resurrexit sicut dixit, alleluia: ora pro nobis Deum, alleluia. V/. Gaude et laetare, Virgo Maria, Alleluia, R/. Quia surrexit Dominus vere, alleluia. Oremus: Deus qui per resurrectionem Filii tui, Domini nostri Iesu Christi, mundum laetificare dignatus es: praesta, quaesumus, ut per eius Genetricem Virginem Mariam, perpetuae capiamus gaudia vitae. Per eundem Christum Dominum nostrum. R/. Amen. | Himmelens drottning, o gläd dig, halleluja, ty han, som du fick föda till jorden, halleluja, är uppstånden, efter Skriften, halleluja, bed nu för oss till Herren, halleluja. V/. Gläd dig och jubla, Jungfru Maria, halleluja, R/. ty Herren är sannerligen uppstånden, halleluja. Låt oss bedja. Gud, du som genom din Sons, vår Herre Jesu Kristi uppståndelse har glatt världen: Vi ber dig: låt oss, på Hans Moders, Jungfru Marias förbön, uppnå det eviga livets glädje. Genom samme Kristus, vår Herre. R/. Amen. |